# Leica R3
Le Leica R3 est un appareil photographique reflex mono-objectif 35 mm produit par Leica et le premier modèle de la série Leica R.
Leica lança le Leica R3 en 1976. Il était le successeur du Leicaflex SL2 (en), et fut développé en coopération avec Minolta, en même temps que les boîtiers Minolta XE (en).
C'était un reflex 35 mm avec un obturateur plan focal électronique Copal CLS, qui était fabriqué exclusivement pour Leica et pour Minolta,.

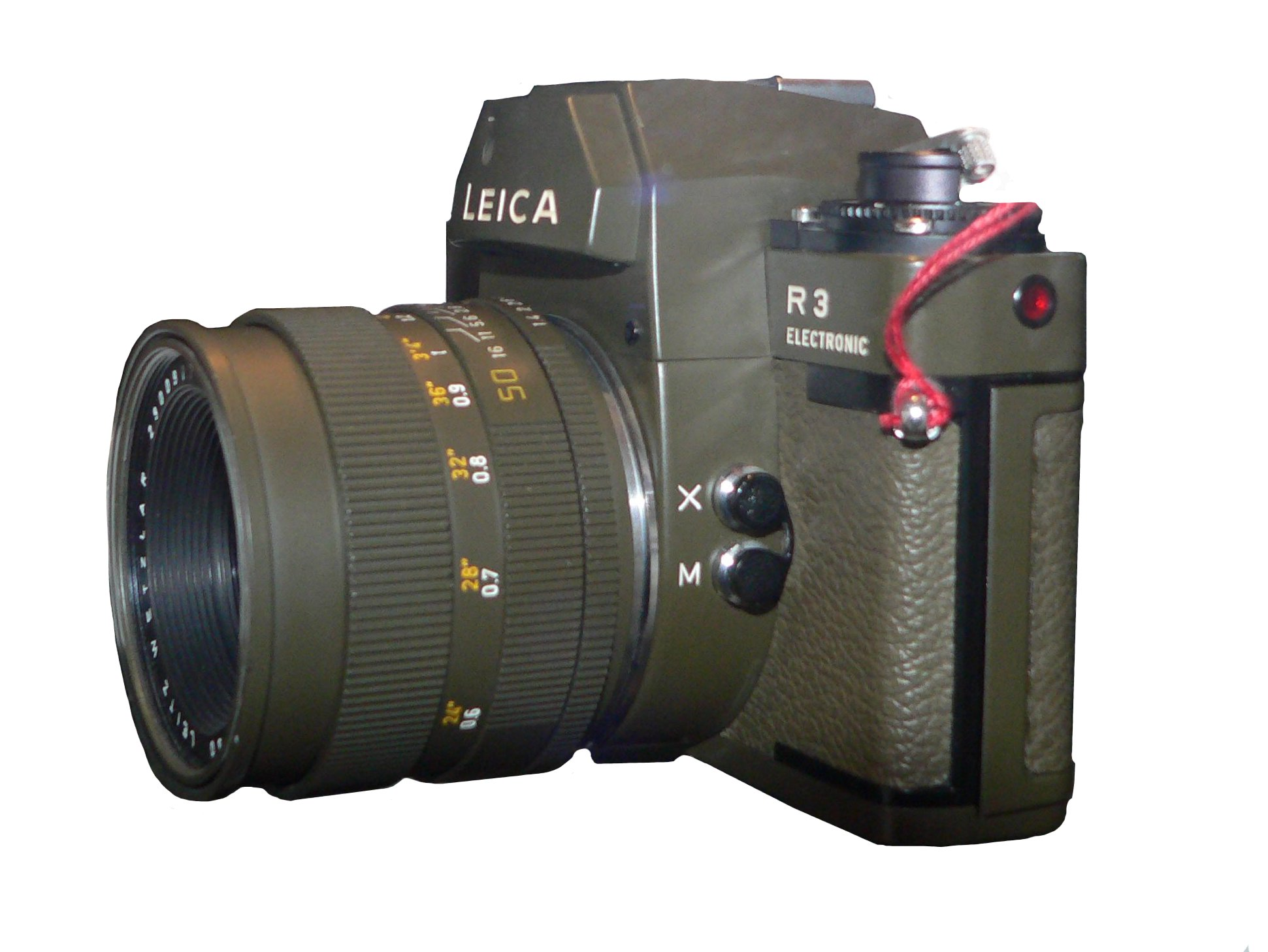
Le Leica Safari, une version tropicalisée du R3

## Développement
À la suite de la série Leicaflex, Leica suivit une approche totalement nouvelle ; le R3 fut développé en coopération avec Minolta et étroitement basé sur son boîtier XE. Fabriqué initialement à Wetzlar, en Allemagne, la production fut ensuite déplacée dans la nouvelle usine Leica au Portugal,.
En apparence très similaire au Minolta XE et utilisant la même électronique, l'appareil possédait un obturateur développé par Leica et des modifications au système de mesure de l'exposition, offrant la traditionnelle mesure sélective de Leica en plus de la mesure intégrée (à pondération centrale). Ce fut le premier appareil reflex de Leica à proposer l'exposition automatique. Au dos, le R3 possédait une fenêtre pour voir le type de film qui était installé. En 1978, le R3 MOT permettant l'utilisation d'un moteur est sorti sur le marché.
L'appareil fut un succès commercial à une époque très difficile pour l'entreprise, les ventes du dernier appareil télémétrique, le Leica M5 (en), ayant été très faibles et la série précédente Leicaflex n'avait pas fourni de bénéfices, laissant la société dans un état financier précaire, le succès du R3 a semblé indiquer une nouvelle voie.

### Mesure lumière

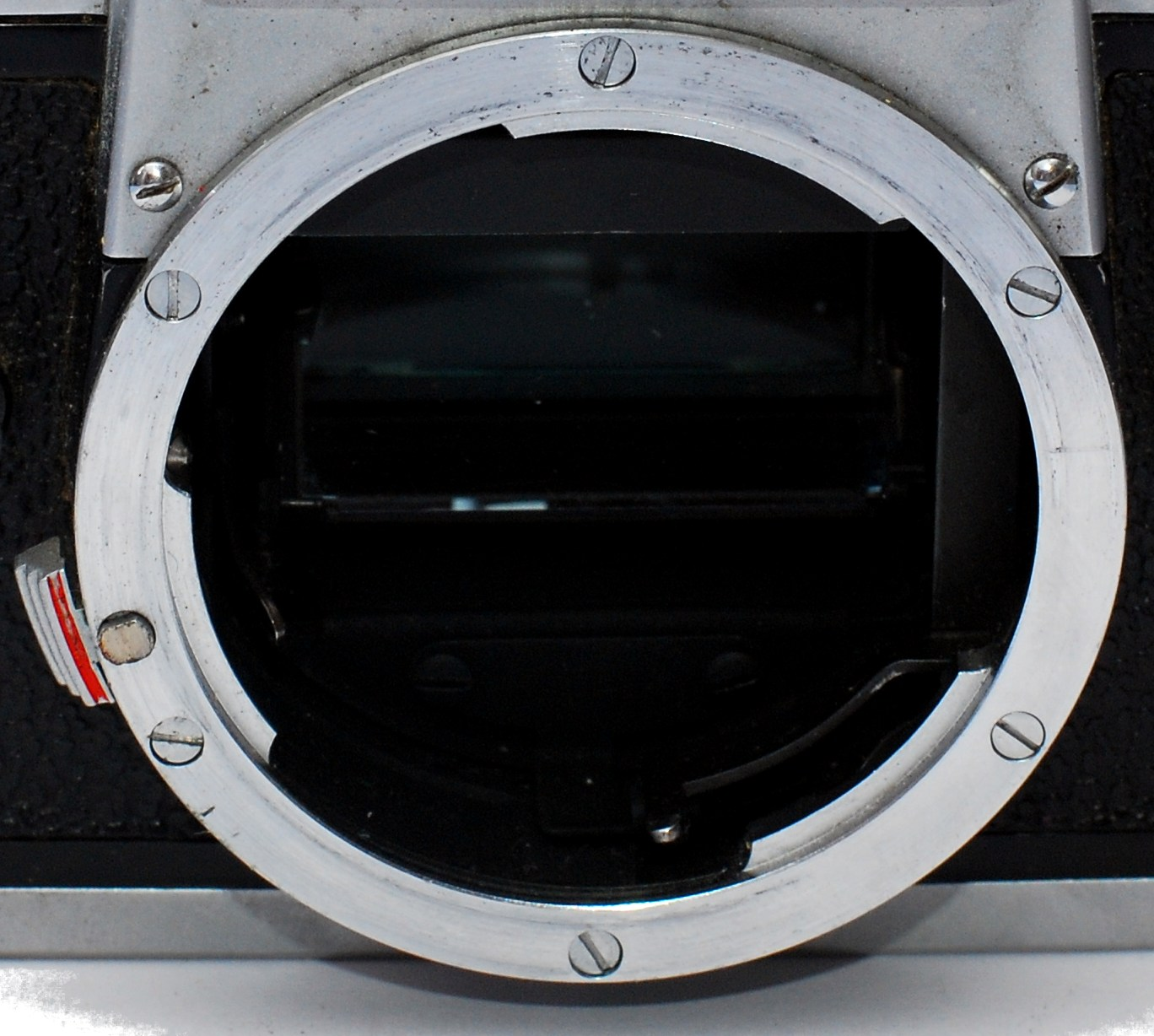
Monture R d'un appareil Leicaflex SL

Pour la mesure sélective, le R3 utilisait un miroir secondaire avec la cellule située sur la base de l'appareil comme sur le Leicaflex SL. Pour la mesure intégrée, deux cellules étaient montées sur le prisme du viseur ; le basculement entre la mesure sélective et la mesure intégrée était électronique.

### Monture Leica R
Les objectifs pour appareils Leicaflex avaient une ou deux cames inclinées pour commander l'ouverture du diaphragme. Le R3 remplaça ces dernières par une unique "came étagée" fournissant, en plus, l'ouverture maximale. Par la suite, la plupart des objectifs possédaient les trois cames mais quelques-uns, en particulier ceux fournis avec les appareils R, possédaient uniquement la troisième came étagée et étaient marqués "Leica R Only" ("Leica R seulement"). Ces objectifs comportaient une modification mineure de la monture à baïonnette initiale, rendant impossible leur montage sur les appareils plus anciens.